# Зупан, Витомил
Витоми́л Зу́пан (словен. Vitomil Zupan; 18 января 1914, Лайбах, Австро-Венгрия, ныне Любляна, Словения — 14 мая 1987, там же) — словенский писатель.

## Биография
Родился в семье банковского служащего и австро-венгерского офицера Ивана и учительницы Иванки, в девичестве Корбан. В 1916 году его отец погиб на войне, а мать снова вышла замуж. Он окончил гимназию в Любляне и затем поступил на строительное отделение Технического факультета в Университете Любляны. Учёбу он смог закончить лишь в 1959 году. С молодости и до самой смерти искренне дружил с Борисом Факином (Игорем Торкарем). Его черты Торкар использовал для создания образа Мита Корпивара — Боксита в книге «Смерть в рассрочку».
Вёл богемный образ жизни. Много путешествовал и во время путешествий принимался за случайную работу, в том числе был кочегаром-истопником на английском судне, учитель катания на лыжах в Боснии, маляром во Франции, боксёром и установщиком молниеотводов.
На родине был связан с левыми активистами студенческого движения и в качестве члена «Сокола» присоединился к Освободительному фронту. В 1942 года во время итальянской оккупации был заключён в лагеря в Чигине и в Гонарсе, откуда он спасся и присоединился к партизанам, что было описано в его «Интерпретациях». Перед побегом он сжёг большое количество своих рукописей. Писал он также и будучи партизаном. Он написал множество очерков. В 1945 году вышла его психологическая повесть о партизанах «Andante patetico», которую литературные критики из-за повествования об отчаянии и печали называют декадентской.
После войны он редактор культурной передачи на Радио Любляна. В 1947 году ему была вручена Премия Прешерна за повесть «Рождение в грозе», а годом позднее его заключили в тюрьму с запретом писать. Был обвинён в безнравственности, покушения на изнасилование и убийство, доведению до самоубийства, выдачи государственных тайн и вражеской пропаганде. Окружным судом Любляны был осуждён на 10 лет тюрьмы. В ответ на его прошение Верховный суд в 1949 году («из-за неподобающего поведения перед судом») повысил срок заключения до 18 лет с принудительными работами и лишения гражданских прав на 5 лет. В тюрьме он заболел туберкулёзом и стал первым больным, которому была проведена операция на лёгких. Этот период своей жизни он описал в романе «Левитан». Зупан был освобождён в 1954 году. В заключении он написал множество стихов, которые были опубликованы в сборнике «Стихотворения из тюрьмы» почти через 20 лет после его смерти.
По выходе из тюрьмы он окончил обучение и будучи строительным инженером получил патент на дорожные световые знаки, встроенные в дорожное полотно. При этом он всегда работал как писатель. Ряд коротких прозаических произведений были опубликованы в журналах под псевдонимами, каждый из которых оканчивался на «с» (Рис, Ван Клас и т. д.), некоторое время публиковался под псевдонимом Лангус. Также он написал множество сценариев и радио- и телевизионных постановок. Его работы были изданы через большой промежуток времени, а драмы увидели свет только через 40 лет после написания.
В 1984 году получил Премию Прешерна за литературные работы, что вызвало как большую поддержку, так и недовольство тех, кто считал его аморальным разрушителем табу, прежде всего сексуальных. Дважды женился и разводился. От первого брака (1945) имел двух сыновей, от второго (1966) — дочь.
Жил он на Вальявчевой улице в Любляне. На его доме сейчас располагается мемориальная доска. Его могила находится на кладбище Жале.

## Произведения
Первый опубликованный текст Зупана — повесть «Чёрный конь шаха» (1933). Его первый прозаический текст, изданный отдельной книгой — повесть "Adante patetico"с подзаголовком «Повесть о пантере Динго» (1945). Этот текст был позднее включён в сборник повестей «Солнечные лисы» (1969).
Люблянский театр драмы перед Второй мировой войной включил в свой репертуар драму «Вещь Юрия Трайбаса», изданную в 1947 году и запрещённую итальянской цензурой. Тогдашние власти также плохо отнеслись к работе, поскольку в ней речь шла о возвеличивании зла. Из-за этого произведения Зупан пострадал на суде 1949 года.
Начиная с пятидесятых годов писал киносценарии общим числом около 50. По ним были сняты фильмы: Пять минут рая (1959), Славное старое пианино (1959), Sreča dolazi u 9 (1961), Sjenka slave (1962), Наш автомобиль (1962), Пятая засада (1968), Идеалист (1976). Люблянское Телевидение сняло 5 постановок по его драматическим произведениям: Ожидание утра (1961), Яд (1961), наёмный убийца и король (1971), Sarabanda za obešence(1968), Улица трёх поколений (1972, 1974), 7-серийный фильм «Совесть и жесть» (1973). Радио Любляна сделало радиопостановки по его драмам: «Смерть лунного луча» (1962), «Со страхом и пилюлей храбрости вокруг света» (1968), «Мятеж червяков» (1969, 1970), «Рынок рабов» (1971), «Переполох на судне Утро» (1973), «Решение» (1976), «Птицы поют песни» (1977).
В 1970 году режиссёр Боштиан Хладник снял фильм «Маскарад» по его сценарию.
В семидесятых годах он опубликовал 7 прозаических произведений и 4 драмы, длинное эссе «Sholion» (1972) о формальных чертах современного театра и поэтический сборник «Полночное вино» (1973). Это было время его полного признания.
В стилистическом отношении Зупан крайне разнообразен: сначала его стиль был близок соцреализму, затем — модернизму. В своих модернистских романах он показывает проблемного героя военного времени.
Произведения Зупана не только разнообразны, но также весьма многочисленны: сценарии, повествовательная проза, поэзия, эссеистика, критика, переводческие труды, но больше всего романов.
Самыми значительными являются 4 романа: «Путешествие на край весны» (изначально роман назывался «Тайси. Четырёхцветная молния»), «Клемент», «Преследующий сам себя» (изначально «Тах»), и «Мёртвая лужа». «Путешествие на край весны» и «Преследующий сам себя» были написаны очень необычно для тогдашней словенской литературы, но довольно характерными с европейскими произведениями той поры, и во многом они предвосхитили последующую словенскую модернистскую прозу.
Его литературные произведения невозможно отделить от личной жизни, значительная часть его произведений автобиографичны: «Комедия человеческой паутины» говорит о его довоенной жизни, «Менуэт для гитары» — о жизни во время войны, «Левитан» (с подзаголовком «роман, а может, и нет») — о событиях во время тюремного заключения, в «Игре с хвостом чёрта» речь идёт о послевоенном периоде, неоконченный роман «Апокалипсис настоящего» о заключительном периоде жизни писателя
По мотивам романа «Менуэт для гитары» режиссёр Живоин Павлович снял фильм «До встречи на следующей войне».
Автор брал материал из собственных пережитых событий и прочитанной литературы. Сначала он не мог напечатать свои книги из-за личных убеждений и противостояния соцреализму.

## Награды
- 1947 Премия Прешерна за драму «Рождение в грозу»
- 1973 Премия Зупанчича за роман «Путешествие на край весны»
- 1982 Премия Зупанчича за роман «Левитан»
- 1984 Премия Прешерна за литературное творчество

## Список произведений

### Повести
- 1944 — Andante patetico: повесть о пантере Динго
- 1947 — Партизанские годы: сборник прозы
- 1969 — Солнечные лисы
- 1983 — Гора без Прометея

### Романы
- 1972 Путешествие на край весны
- 1974 Клемент
- 1975 Менуэт для гитары
- 1975 Преследующий самого себя
- 1976 Мёртвая лужа
- 1976 Привидение человека
- 1978 Игра с хвостом чёрта
- 1980 Комедия человеческой паутины
- 1982 Левитан
- 1983 Гора без Прометея
- 1987 Человек летнего времени
- 1988 Апокалипсис настоящего

### Детские повести и сказки
- 1970 Три коня
- 2011 Сказка о чёрном шахе с красной розой

### Эссе
- 1973 — Схолион
- 1974 — Фрейд и искусство

### Поэзия
- 1973 Полночное вино
- 2006 Стихи из заключения